# Signo

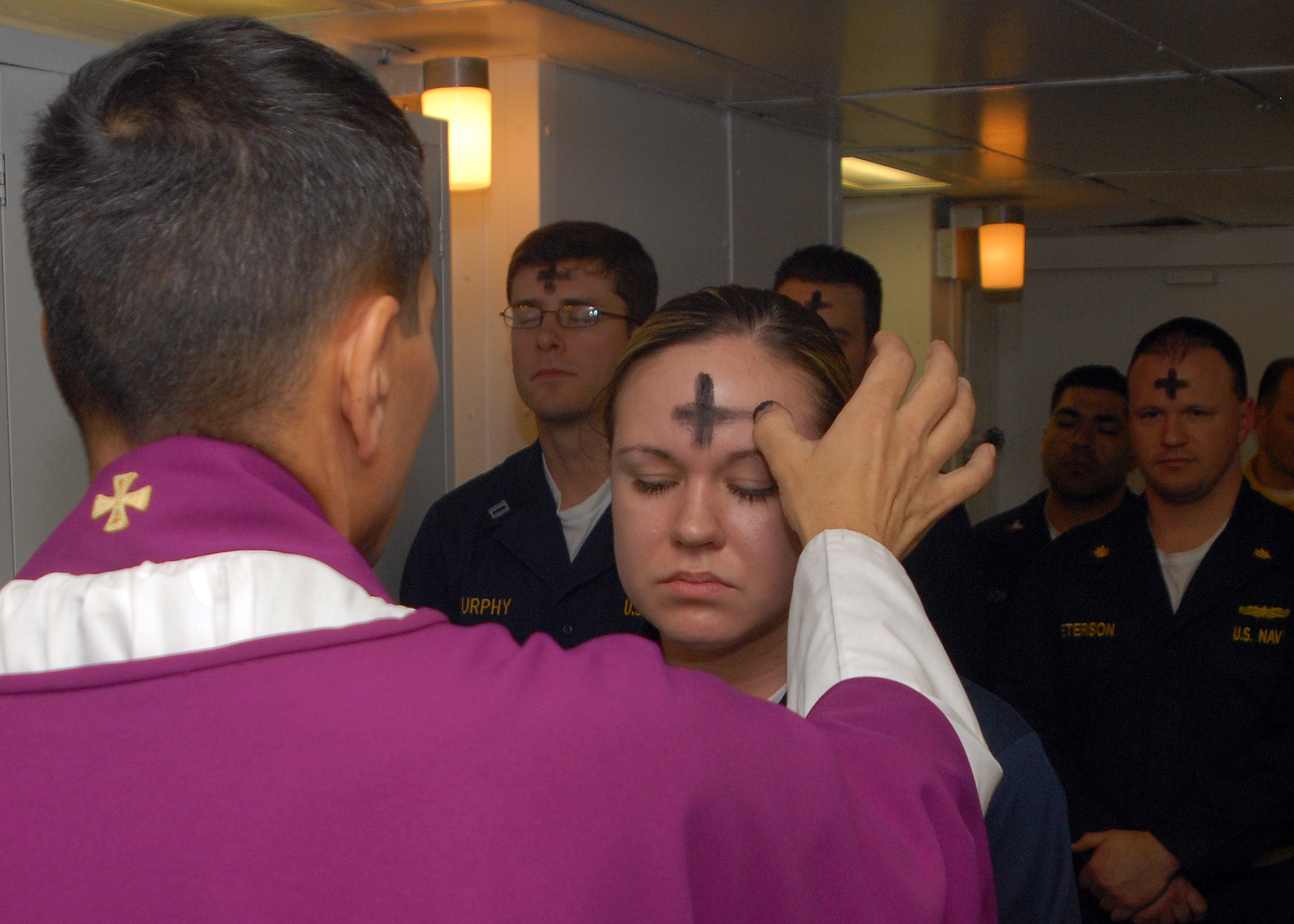
Un signo tradicional cristiano es la cruz que durante el Miércoles de Ceniza los sacerdotes dibujan en la frente de los creyentes mientras recitan "Memento, homo, quia pulvis es, et in pulverem reverteris" ("Recuerda, hombre, que polvo eres y al polvo volverás").

El signo, según Charles S. Peirce, es aquel que está en lugar del objeto al que representa (referente), y que por una relación convencional o de semejanza, evoca en un tercero (interpretante) una realidad determinada para alguien que la interpreta. Pero esta definición varía dependiendo del autor o la corriente.
La semiótica o semiología es aquella ciencia que se encarga del estudio de los signos en el seno de la vida social.

Arroba

Las diferentes relaciones entre signo y cosa designada han dado lugar a diferentes corrientes: estudio de la relación del signo y su significado, la semántica; el análisis de las relaciones entre signos: la sintáctica; y entre signos y sus condiciones de uso respecto al contexto o circunstancia de los usuarios: la pragmática. Desde estas dimensiones se analizan los fenómenos, objetos y sistemas de la significación, de los signos y de los discursos en los diferentes lenguajes, así como los procesos por los cuales son asociados a un significado (producción e interpretación). Toda producción e interpretación del sentido constituye una práctica significante, un proceso de semiosis que se vehiculiza mediante signos y se materializa en textos.
Algunos autores suelen indicar una distinción entre semiótica y semiología como postulando campos de estudios diferentes. Problemática superada en el Tratado de Semiótica General de Umberto Eco. Este minimiza la cuestión dado que todo signo se construye de naturaleza social aunque no todos lo son.
Cabe separarlas también de la llamada teoría de la información y de la comunicología -ciencia que estudia los sistemas de comunicación dentro de las sociedades humanas- y la hermenéutica -disciplina que se encarga de la interpretación de los textos. La peculiaridad del enfoque semiológico responde al siguiente interrogante: "¿Por qué y cómo en una determinada sociedad un elemento —una imagen, un conjunto de palabras, un gesto, un objeto, un comportamiento, etc.— significa?".

## Tipología de signos

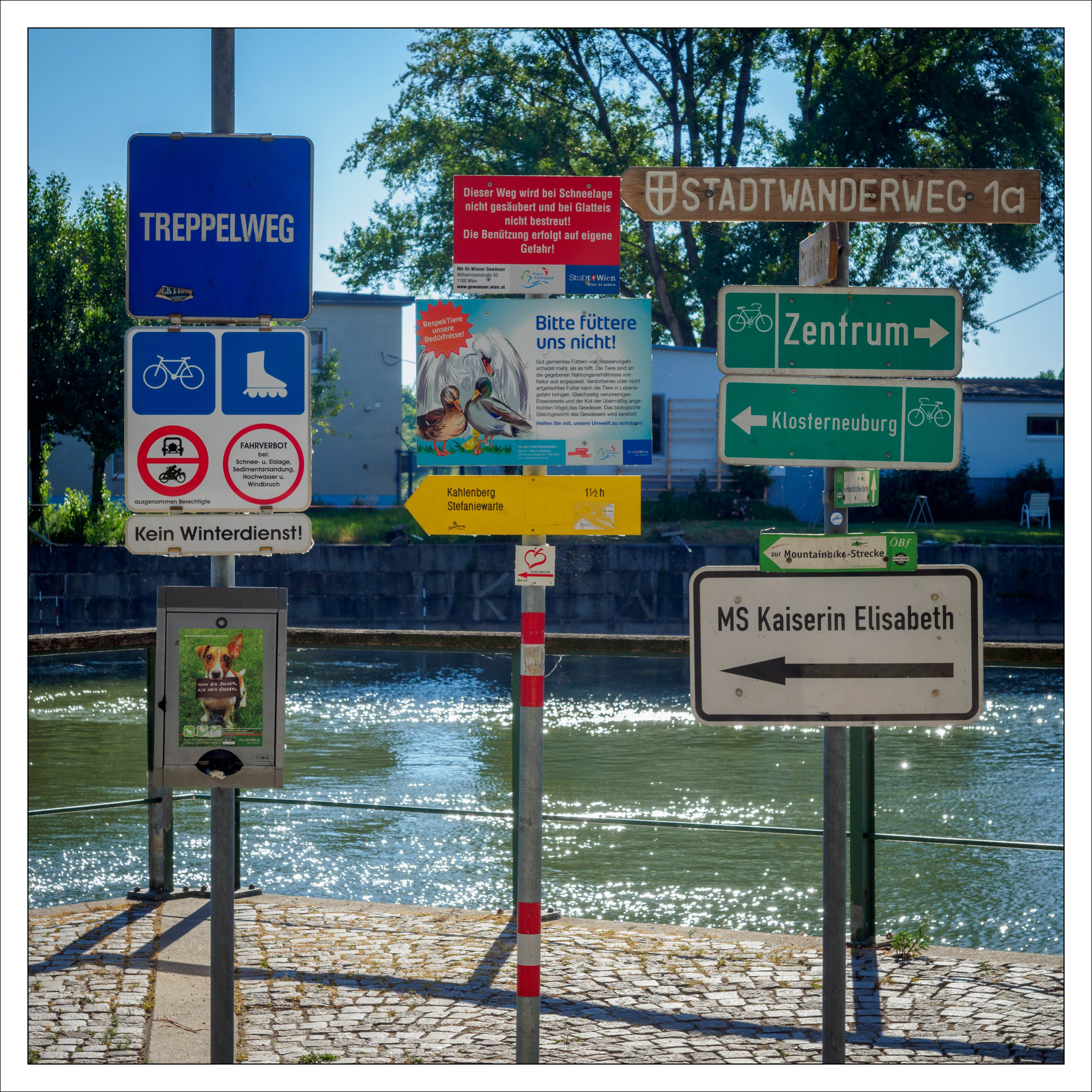
Diferentes letreros escritos en alemán.

Los signos pueden clasificarse atendiendo a cuatro criterios: su fuente de emisión, su intencionalidad y la conciencia del emisor, el aparato receptor con el que se percibe y el vínculo que se establece con el referente u objeto representado.
| Tipo de signos                                                     | Tipo de signos | Tipo de signos | Tipo de signos |
| Criterio de clasificación                                          | Tipo           | Descripción y ejemplos |                |
| ------------------------------------------------------------------ | -------------- | --- | -------------- |
| Según su fuente de emisión                                         | Artificiales   | Emitidos conscientemente para comunicar algo: gritos, palabras, dibujos.                                                                       |                |
| Según su fuente de emisión                                         | Naturales      | Procedentes de una fuente natural; no tienen emisor intencional: cielo encapotado.                                                             |                |
| Según su intencionalidad y según el grado de conciencia del emisor | Comunicativos  | Emitidos con una intención comunicativa. Son convencionales y arbitrarios.                                                                     |                |
| Según su intencionalidad y según el grado de conciencia del emisor | Expresivos     | Emitidos espontáneamente, incluso sin intención comunicativa. Son reveladores de una disposición anímica: sonrojante, palidecer.               |                |
| Según el aparato receptor                                          | Olfativos      | Percibidos con el olfato: olores de alimentos.                                                                                                 |                |
| Según el aparato receptor                                          | Táctiles       | Percibidos con el tacto: signos del alfabeto braile.                                                                                           |                |
| Según el aparato receptor                                          | Gustativos     | Percibidos por el gusto: sabores de alimentos.                                                                                                 |                |
| Según el aparato receptor                                          | Visuales       | Percibidos por la vista: símbolos químicos, diagramas.                                                                                         |                |
| Según el aparato receptor                                          | Auditivos      | Percibidos con el oído: lenguaje verbal, ruidos de animales.                                                                                   |                |
| Según el vínculo con el referente (clasificación de Peirce)        | Iconos         | Remiten al objeto por semejanza: fotografía, dibujo, etc.                                                                                      |                |
| Según el vínculo con el referente (clasificación de Peirce)        | Símbolos       | Mantienen con el objeto una relación determinada por alguna convención y, por tanto, son arbitrarios: estandarte, talón, billete', contraseña. |                |
| Según el vínculo con el referente (clasificación de Peirce)        | Índices        | Guardan contigüidad física o conexión causal con el objeto indicado: Estrella Polar (señala el Norte), grito de ¡Cuidado!.                     |                |

## El signo para Peirce

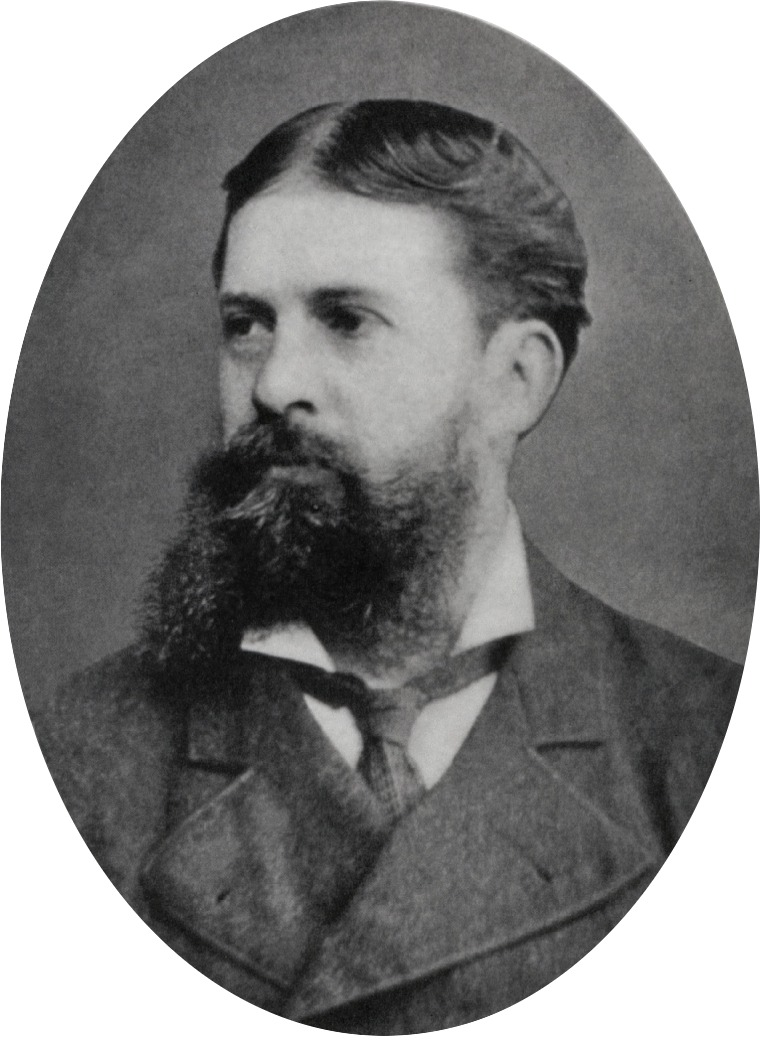
Charles Sanders Peirce (1839-1914)

Peirce en su investigación define que:

"el signo o representamen, es algo que, para alguien, representa o se refiere a algo en algún aspecto o carácter, Se dirige a alguien, esto es, crea en la mente de esa persona un signo equivalente, o, tal vez, un signo más desarrollado. Este signo creado es lo que Peirce llama el interpretante del primer signo".
C.S. Peirce

Además, el autor sostiene que el único pensamiento que puede conocerse es el pensamiento de los signos, es decir, que no podemos pensar sin signos.
También, dispone que hay una serie de características que un signo tiene que tener justamente para ser considerado como signo. La primera es que tiene que tener cualidades, es decir, algo material que lo distinga cuando este nos llegue a través de nuestros sentidos; debe tener también un objeto al cuál representar y por último, y como Peirce se basa siempre en relaciones tríadicas, debe haber un tercer elemento, en este caso el representamen, que es quien va a hacer en su mente una relación entre el signo y su objeto, esto lo hará basado en sus recuerdos y experiencias de vida. Es decir que no todo interpretante reaccionará ante un signo de la misma manera, sino que, basado en su conocimiento sacará sus conclusiones particulares.

### Clasificación de Peirce

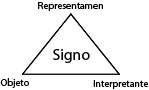
Componentes del signo para Peirce

En su desarrollo teórico, Peirce toma como objeto de estudio la semiosis, proceso en el cual se da la cooperación de tres instancias (o subjects):
- El representamen, o signo en sí, es decir, una manifestación material y perceptible que representa a otro objeto.
- El objeto, que es aquello representado, esto es, aquello de lo que el signo da cuenta.
- El interpretante, o sentido que el signo produce y que se traduce en otro signo o representamen.

Así pues, el signo es para él el producto de esta dinámica de semiosis, que la semiología europea designaba con otra terminología, respectivamente, significante, referente y significado, lo que luego se denominó triángulo de Ogden y Richards, estructura que integra estos tres elementos que configuran cualquier signo y que puede desfigurarse por fenómenos como la sinonimia, la homonimia, la polisemia, etc., de forma que el triángulo puede transformarse en un rombo, un segmento, etcétera.

### Tipos de objeto
El objeto, es decir, aquello a lo cual representa el representamen puede ser:
- Inmediato: Este es interior a la semiosis.

"Es tal cual el signo mismo lo representa y cuyo ser depende por ello de la representación de él en el signo. "
C.S. Peirce (1987)

- Dinámico: Es exterior a la semiosis, además de ser más general y mantenerse a lo largo del tiempo.

"Es la realidad que de alguna manera contribuye a determinar el signo para su representamen." 
C.S. Peirce (1987)

### El interpretante
El interpretante puede asumir diversas formas:
1. Un signo equivalente de otro sistema semiótico. Por ejemplo el interpretante de la palabra perro puede ser el dibujo de un perro.
2. El dedo índice apunta a un objeto. Los fonemas P-E-R-R-O nos remiten al objeto y el dedo índice que señala es el interpretante.
3. Una definición ingenua o científica. La definición de perro.
4. La traducción del término a otra lengua, la misma definición en otro idioma.
5. Utilización de un sinónimo.
6. Una asociación emotiva con un valor fijo. El interpretante de la palabra perro puede ser "fidelidad".

El interpretante puede ser:
- Interpretante Inmediato: es pensado como el concepto o significado que comporta todo signo, independientemente del contexto y circunstancias de su enunciación.

"Mi interpretante inmediato es un concepto. Podría describir mi interpretación como parte del efecto del signo que basta para que una persona pueda decir si el signo es o no aplicable a algo que esa persona conozca suficientemente. Mi I.I. está implícito en el hecho de que cada signo debe tener su interpretabilidad peculiar antes de obtener un intérprete, el I.I. es una abstracción, una posibilidad".
C.S. Peirce, 1986

Por ejemplo: FUEGO, cualquier fuego (Cualidad).
- Interpretante Dinámico: se trata de un efecto particular que un signo provoca en la mente de un intérprete en una situación concreta de enunciación en un contexto determinado.

"Mi interpretante dinámico en un efecto directo realmente producido por un signo en su interprete, es aquel que es experimentado en cada acto de interpretación y en cada uno de estos es diferente de cualquier otro, es un evento singular y real".
C.S. Peirce, 1986

Por ejemplo, la palabra fuego gritada ante un incendio puede hacer sentir al interpretante terror, que salga corriendo (Situación).
- Interpretante Final o Normal: presupone a los otros dos tipos de interpretantes. es el interpretante pensado como un hábito que hace posible la interpretación recurrente y estable de un signo. Por un lado, se trata del hábito que consiste en atribuir a un representamen un objeto, por otra parte, despierta la unanimidad de los eruditos en un campo del conocimiento.

"Mi Interpretante Final sería efecto que el signo produciría sobre cualquier mente sobre la cual las circunstancias permitirían que pudiera ejercer su efecto pleno. Es el único resultado interpretativo al que cada intérprete está destinado a llegar si el signo es suficientemente considerado" (Hábito).
C.S. Peirce, 1986

Profundizando en la clasificación de los signos, Peirce llegó a la convicción de que estos podían clasificarse por la relación que guardaban estos elementos entre sí en tres tipos determinados:
- Icónicos o iconos, cuyo representamen o significante guarda una relación de parecido con su objeto o referente: mapas, caricaturas, croquis...
- Indicios o indicadores, cuyo representamen o significante guarda una relación natural o de causa-efecto con el objeto o referente: el humo como signo de fuego, el llanto como signo de emoción intensa (tristeza o alegría).
- Símbolos, aquellos signos en los que la relación entre representamen o significante y objeto o referente no es de semejanza ni natural o de causa-efecto, sino arbitraria, convencional, pactada en el seno de una sociedad: el himno nacional, la bandera, la mayor parte de los vocablos de las lenguas naturales salvo las onomatopeyas sonoras del lenguaje oral o visuales del lenguaje escrito (caligramas, por ejemplo).

### División del signo
La concepción triádica del signo en Peirce (representamen-objeto-interpretante) tiene como origen la división triádica de las categorías, que son el objeto de reflexión de lo que Peirce denomina como faneroscopía. Este término deriva de fanerón, equivalente a lo que los filósofos ingleses llamaban "ideas", Peirce lo entiende como todo lo que está presente en la mente, del modo o en el sentido que sea, corresponda a algo real o no.
Las divisiones o categorías que postula Peirce son tres modelos de fanerón, tres maneras en las que el fanerón está presente en la mente, o en las palabras. Peirce sostiene que todas las ideas pueden ser pensadas desde tres categorías: la PRIMERIDAD, la SEGUNDIDAD, y la TERCERIDAD.
La primeridad, es la categoría de la generalidad, de la posibilidad, de la cualidad, es el modo de ser de aquello que es tal como es, y sin referencia a ninguna otra cosa. El representamen es parte de la primeridad ya que es una cualidad tomada independientemente de toda realización concreta. Implica considerar desde la mente a esa idea tal como es, tal como existe. El primero debe ser presente e inmediato de modo de no ser segundo de una representación.
La segundidad implica considerar algo tal como es, pero en relación con otra cosa. Vincula esta categoría con la idea de existencia. Con los sentidos captamos cualidades de los fenómenos, esas cualidades corresponden a la primeridad. En la segundidad, construimos a partir de esas cualidades, hechos de realidad.
La terceridad es la que hace posible la ley y la regularidad. Con nuestra mente conectamos las cualidades de las cosas en general con lo que percibimos. A partir de esta conexión formamos leyes o razonamientos.

### Semiosis infinita
“Cualquier cosa que determina alguna otra (su interpretante) para que se refiera a un objeto al cual él mismo refiere (su objeto); de la misma manera el interpretante se convierte a su vez en un signo, y así ad infinitum.”
C.S. Peirce (1987)

Es decir, que el proceso de la semiosis puede ir “multiplicándose” desde una inicial incluso hasta el infinito. Esto se produce porque el interpretante pasa a ser signo que representa un objeto en una nueva semiosis con un nuevo interpretante. Así se va conformando una cadena en que cada signo es a la vez interpretante del que lo antecede e interpretado por el que lo sigue.
Por ejemplo: Un sujeto, ve nubes negras a través de su ventana y piensa que es posible que llueva. Las nubes negras son el representámen que está en lugar del objeto: LLUVIA
Entonces, sale de su casa con un paraguas. Una mujer ve al hombre con paraguas, entonces piensa que va a llover. El hombre con el paraguas es un nuevo REPRESENTAMEN, que está en lugar del objeto: Lluvia. La mujer, decide quedarse en su casa... Y de esta manera podría desplegarse en infinitas semiosis.

## El signo para Umberto Eco
Umberto Eco define que:

"Todos están de acuerdo en definir el signo como una unidad física producida por el hombre o reconocida como capaz de funcionar como expresión de algo distinto."
Umberto Eco, Signo

Además, el autor sostiene que el signo se utiliza para transmitir una información o para indicar a alguien algo que otro conoce y quiere que los demás lo conozcan también. Desde el punto de vista del que estamos hablando, el     mensaje equivale al signo.
De este modo, el signo entra en dos procesos: el de la comunicación (puede transmitir una serie de sonidos sin significado) y el de significación (hay una serie de reglas que atribuyen significado al signo).
Es importante destacar que el signo no representa la totalidad del objeto, sino que mediante diferentes abstracciones lo representa desde un determinado punto de vista. Cualquier intento de establecer el referente de un signo nos lleva a definirlo en términos de una entidad abstracta que representa una convención cultural.
Esto nos lleva sistemáticamente al triángulo de Peirce, el referente ocuparía el lugar del objeto. Para Eco es importante evitar en la comunicación la falacia referencial, es decir, no se debe confundir un interpretante con el referente.

### La noción de código
Vínculo socialmente establecido por convención que se da entre un significante y un significado para que así podamos comprendernos al comunicarnos.
Umberto Eco estudia una relación entre el significante y el significado. Además, pone el acento en el lazo que relaciona al emisor con el receptor, es decir, el código. Es suficiente que haya un código para que exista un signo y por lo tanto un lenguaje.
Como podemos observar, el código es fundamental para la comunicación, ya que si las dos personas no lo comparten, no se produce la comunicación.

### La teoría de la mentira
Según Eco, el signo es algo que está en lugar de otra cosa, que no necesariamente debe existir o estar presente en ese momento. Por lo tanto, puede utilizarse para mentir o para conceptualizar la verdad.
Eco defiende que se puede usar el significante sin necesidad de que exista un referente.

“Si una cosa no puede usarse para mentir, en ese caso tampoco puede usarse para decir la verdad: en realidad, no puede usarse para decir nada.”
Umberto Eco, Tratado de Semiótica General

También considera importante estudiar, desde la semiótica, cómo, cuándo y por qué algo se califica como verdad, ya que algo que en un momento histórico se considera verdadero puede no serlo en un futuro.